# Mahou (vizir)
Pour les articles homonymes, voir Mahou.
Mahou est un fonctionnaire dans l'Égypte antique en fonction sous le roi Ramsès II. Il est principalement connu par sa tombe monumentale fouillée à Saqqarah.
Mahou détient plusieurs titres importants. Il est « scribe royal », « grand intendant de Ptah », « surveillant du grenier du Seigneur de la vérité », « messager royal au pays de Khatti » et « intendant au temple de Ramsès II dans le domaine de Ptah », « assistant du Seigneur des Deux Terres ». Il est également « surveillant des trésors de Ptah ». Mahou occupe évidemment des fonctions à la cour royale, mais aussi des fonctions au temple local de Ptah. Le titre de messager royal au pays des Khatti est d'un intérêt particulier. Les Khatti sont les Hittites et il existe de bonnes preuves de contacts entre les Hittites et les Égyptiens sous Ramsès II. Les deux événements principaux sont la bataille de Qadesh et le traité de paix entre les deux empires en l'an 21 de Ramsès II. Mahou n'a pas participé à ce dernier et il semble avoir été en fonction plus tard.

## Tombe
La tombe de Mahou (ST218) a été fouillée par Sayed Tawfid. La chapelle funéraire en surface mesure environ 35,8 mètres de long et 7,7 mètres de large. Elle se compose de trois cours, la deuxième et la troisième sont ornées de colonnes. Tout au fond, il y a trois chapelles de culte et derrière elles, une pyramide.
La tombe avait deux propriétaires, Nebnéfer et Mahou. Ils avaient tous deux des titres similaires. Nebnéfer est le père de Mahou.